# Tylko tobie
Tylko tobie – polski recital telewizyjny Violetty Villas z 1995 roku, prezentujący piosenki artystki z lat 60., 70., i 80. Recital został nakręcony w salach Teatru Wielkiego w Łodzi.

## Obsada
- Violetta Villas
- Krzysztof Brodek
- Adam Grabarczyk
- Tomasz Jagodziński
- Krzysztof Pabjańczyk
- Cezary Dynowski

## Spis utworów
1. Tylko tobie
2. My heart belongs to daddy
3. Melancholie
4. Nie ma miłości bez zazdrości
5. Cóż ci mogę dać
6. Libiamo ne lieti calici
7. Całuj gorąco